# ديمتري تشيرنيشينكو
ديمتري نيكولاييفيتش تشيرنيشينكو((بالروسية: Дмитрий Николаевич Чероныченко)‏؛ من مواليد 20 سبتمبر 1968) هو رجل أعمال وسياسي روسي يشغل منصب نائب رئيس وزراء روسيا للسياحة والرياضة والثقافة. والاتصالات منذ عام 2020. سابقًا، كان الرئيس اللجنة المنظمة لأولمبياد سوتشي 2014 لـ الألعاب الأولمبية الشتوية 2014 التي أقيمت في سوتشي، روسيا.

## الأنشطة الرياضية
منذ 27 نوفمبر 2014، أصبح تشيرنيشينكو رئيسًا لـ دوري الهوكي للقارات، ليحل محل ألكسندر ميدفيديف. بالإضافة إلى ذلك، عُيِّن رئيسًا لمجلس إدارة غازبروم ميديا في ديسمبر 2014. تشيرنيشينكو هو أيضًا عضو في مجلس الإشراف على سبيربنك (2020–21).
تمت إزالته من لجنة التنسيق اللجنة الأولمبية الدولية بكين 2022 من قبل اللجنة الأولمبية الدولية، بسبب تورطه في فضيحة المنشطات الروسية.

## الجوائز والتكريم
في عام 2014، حصل تشيرنيشينكو على الوسام الأولمبي والوسام البارالمبي. ومع ذلك، تم تجريده من الأوامر في 28 فبراير و2 مارس 2022 على التوالي بسبب روسيا غزو أوكرانيا. رد تشيرنيشينكو بالقول: "لقد التزمت بلادنا دائمًا بمبدأ أن الرياضة إنها تتجاوز السياسة، ولكننا ننجذب باستمرار إلى السياسة، لأنهم يدركون أهمية الرياضة في حياة شعبنا الروسي. في عام 2023، انتقد الغرب أيضًا في المنتدى الرياضي الروسي:
لدينا الكثير من المسابقات الدولية هذا العام، على الرغم من أن الدول غير الصديقة لنا تحاول استبعادنا من نظام الرياضة العالمية.
لكن لا شيء ينجح معهم، فنحن نرى أن "ألعاب الصداقة" و"سبارتاكياد عموم روسيا" و"ألعاب المستقبل" و"أطفال آسيا" والعديد من المسابقات الأخرى تقام مهما حدث.
لكن الدول تأتي، بعضها متخوف، لأنها تخشى العقوبات. لكننا نعرفهذا الوقت سيضع كل شيء في مكانه، ونحن نعلم أنه لا توجد منافسة دولية واحدة تكتمل بدون رياضيينا [الروس].

لقد رأينا كيف، على أنغام الأنجلوسكسونيين، بدأت جميع المنظمات الدولية، بدءًا من اللجنة الأولمبية الدولية (IOC) في وضع العقبات أمام مشاركة رياضيينا في البطولات الدولية. المسابقات الرياضية، ويستمرون في القيام بذلك.
في عام 2019، دخل تشيرنيشينكو في قائمة أكثر 500 من قادة الأعمال تأثيرًا في صناعة الإعلام للعام الثاني على التوالي - Variety500 (يتم تجميعها سنويًا بواسطة المجلة الأمريكية "Variety").

## العقوبات
- في فبراير 2022، فرض الاتحاد الأوروبي عقوبات على ديمتري تشيرنيشينكو.[12]
- فرضت عليها حكومة المملكة المتحدة عقوبات في عام 2022 فيما يتعلق بـ الحرب الروسية الأوكرانية.[13]
- في ديسمبر 2022، فرضت الولايات المتحدة عقوبات على ديمتري تشيرنيشينكو.[14]
- في يناير 2023، فرضت اليابان عقوبات على ديمتري تشيرنيشينكو.[15]

## روابط خارجية
- السيرة الذاتية المصغرة على الموقع الرسمي لسوتشي 2014 //www.sochi2014.com/en/team/committee/management/ نسخة محفوظة 27 ديسمبر 2012 على موقع واي باك مشين.
- حساب تويتر باللغة الإنجليزية
- حساب تويتر الروسي